# Campylocentrum pachyrrhizum
Campylocentrum pachyrrhizum  é uma espécie de orquídea, família Orchidaceae, que existe em grande parte dos países da América tropical, desde a Flórida nos Estados Unidos até o Brasil, porém não de maneira contínua, uma vez que não é citada para alguns países intermediários, tais como a Costa Rica . Trata-se de planta epífita, monopodial, com caule e folhas rudimentares, cujas inflorescências brotam diretamente de um nódulo na base de suas raízes aéreas. As flores são minúsculas, de sépalas e pétalas livres, e nectário na parte de trás do labelo. Pertence ao grupo de espécies de Campylocentrum que não têm folhas nem caules aparentes.

## Publicação e sinônimos
- Campylocentrum pachyrrhizum (Rchb.f.) Rolfe, Orchid Rev. 11: 246 (1903).

Sinônimos homotípicos:
- Aeranthes pachyrrhyza Rchb.f., Flora 48: 279 (1865).

Sinônimos heterotípicos:
- Aeranthes spathaceus Griseb., Cat. Pl. Cub.: 264 (1866).

## Descrição
Reichenbach publicou esta espécie em 1865. Trata-se de espécie bastante similar ao Campylocentrum fasciola, com flores dísticas, porém com ovário coberto de pequenos pelos rijos; segmentos florais mais estreitos e acuminados; nectário sem as três carenas logitudinais e com raízes achatadas. Esta espécie é citada para os estados brasileiros do Mato Grosso e Amazonas.